# Жилкин, Виталий Афанасьевич
Виталий Афанасьевич Жилкин (род. 14 декабря 1939, Хабаровск) — российский учёный, доктор технических наук, профессор (1986), заслуженный деятель науки и техники Российской Федерации (1994), член-корреспондент Академии естествознания РФ (1995).

## Биография
В 1964 окончил политехнический институт в Комсомольске-на-Амуре (ныне Комсомольский-на-Амуре государственный технический университет), был оставлен на преподавательскую работу.
В 1971 г. защитил кандидатскую диссертацию, в 1984 г. В. А. Жилкину присвоена степень доктора технических наук.
Работал в Новосибирском институте инженеров железнодорожного транспорта (ныне Сибирский государственный университет путей сообщения) инженером, старшим научным сотрудником (1975). С 1984 по 1989 г. — заведующий кафедрой «Теоретическая механика».
Доцент (1977 г.), профессор с 1986 г..
С 1989 г.работает в Челябинской государственной агроинженерной академии на кафедре «Сопротивление материалов», до 2011 был заведующим кафедрой, с 1997 по 2002 год  зам.декана факультета МСХ по специальности «Сельскохозяйственные машины и оборудование»

## Научная деятельность
Основными направлениями научной деятельности В. А. Жилкина является разработка экспериментальных и численных методов исследования деформированного состояния изделий, исследование взаимодействия рабочих органов сельскохозяйственных машин с почвой, растениями, биологическими объектами.

## Избранные труды
Автор более 150 научных работ, в том числе, монографий:
- Динамика материальной точки (1997)
- Поляризационно-оптические методы определения напряжений (1980). С соавторами
- Расчет тонких прямоугольных пластин методом конечных разностей (1988). С соавторами
- Расчеты на прочность и жесткость. Основные понятия (1991)
- Расчеты на прочность и жесткость. Растяжение, сжатие (1993)

## Избранные статьи
- Применение квазирегулярных растров в муаровых методах (1979) С соавторами
- Интерфереционно-оптические методы исследования деформированного состояния (обзор) (1981)
- О возможности изучения деформированного состояния изделий с помощью накладного голографического интерферометра(1982)) в соавторстве С. И. Герасимовым)
- Application of syperimposed holographic interfero-meters in experimental mechanics (1992)
- Расшифровка интерференционных картин в методе голографического муара (1986)
- Расчет на прочность и жесткость стеблей злаковых культур (1995)
- Движение частицы почвы по поверхности орудий сельхозмашин (1997)

Работы Жилкина публиковались в ряде отечественных и зарубежных научных изданиях («Журнал технической физики», "Вестник Челябинского государственного агроинженерного унивесрситет"а, «Техника в сельском хозяйстве», «Jour of Theoretical and Applied Mechanics» и др.).

## Награды
- Лауреат премии губернатора Челябинской области (2000).